# Вуд-Тикчик
Вуд-Тикчик (англ. Wood-Tikchik) — парк штата Аляска, расположенный на Нушагакских низменностях неподалёку от Нушагакского полуострова и гор Вуд Ривер. Парк известен своим сложным рельефом, который усложняет доступ к нему наземными видами транспорта, а также разнообразием флоры и фауны. Парк штата Вуд-Тикчик открыт для круглогодичного отдыха, включая рыбалку на пять видов лосося и пешие прогулки.

## История
Начиная со времен принятия Закона о коренных народах Аляски 1906 года (англ. Alaska Native Allotment Act) вплоть до утверждения Вуд-Тикчика в качестве государственного парка — ряд жителей этой местности требовали земли вдоль системы реки Вуд и озёр, которые её окружают. В ответ на эти требования власти США согласились предоставить каждому квалифицирующему заявителю не более 65 гектаров земельного надела. Уже до 1980 года было одобрено около 8 тыс. поданных заявлений. По состоянию на сегодняшний день общая площадь таких земельных участков в парке составляет около 3 тыс. 237 га. Это количество является мизерной долей от общей площади парка в 650 тыс. гектаров, которые представляют собой наиболее значимые в экологическом плане земли.

## Фауна
Все пять видов тихоокеанских лососей — чавыча, нерка, розовый, серебристый и кета встречаются в водах рек Вуд-Ривер и Тикчик. Также в изобилии водятся радужная форель, хариус, озёрная форель, арктический голец, мальма и северная щука. На территории парка встречаются лоси, карибу и бурые медведи. Ареал расселения барибалов ограничен, как правило, северными и восточными районами Вуд-Тикчика. Помимо крупных представителей животного мира на территории парка присутствуют бобры, ондатры, выдры, лисы, росомахи, норки и дикобраза, белки и сурки. Представители птичьего мира, которые гнездятся в этом районе, представлены следующими видами: чайки, белоголовый орлан, беркуты, полярная крачка, гагару, пятнистый перевозчик, песочник-крошка, канадская дикуша, белая куропатка, перепончатопалый галстучник.